# Personální apoštolská administratura sv. Jana Marii Vianneye
Personální apoštolská administratura sv. Jana Marii Vianneye (Administratio Apostolica Sancti Ioannis Mariae Vianney) je jurisdikční jednotka katolické církve se sídlem v brazilském Campos. Jde o jedinou římskokatolickou jurisdikční jednotku sloužící výhradně v mimořádné formě římského ritu (neboli předkoncilní liturgii).

## Historie
Apoštolská administratura byla ustanovena dne 18. ledna 2002 papežem Janem Pavlem II. pro tradiční katolíky v brazilské diecézi Campos. Navazuje na Kněžskou společnost sv. Jana Marii Vianneye, kterou založil Mons. Antônio de Castro Mayer, emeritní biskup diecéze Campos.

## Farnosti
Apoštolská administratura je tvořena 14 farnostmi.

## Věřící
Osobní apoštolská administratura sv. Jana Maria Vianneye sloužila v roce 2014 více než 33 000 věřících, pro které vysluhovalo tradiční římskou liturgii 34 diecézních kněží. 

## Apoštolský administrátor
Jejím apoštolským administrátorem je od prosince 2002 biskup Fernando Arêas Rifan.